# Bibliotheca Philosophica Hermetica
De Bibliotheca Philosophica Hermetica (BPH) of The Ritman Library is een door de Nederlandse zakenman Joost Ritman opgerichte bibliotheek met een grote historische, culturele, wetenschappelijke en materiële waarde. Ze verzamelt manuscripten en gedrukte werken op het gebied van Hermetica, meer specifiek de 'christelijk-hermetische' traditie.
De Embassy of the Free Mind is een museum, bibliotheek en intellectueel platform geïnspireerd op de collectie.

## De bibliotheek

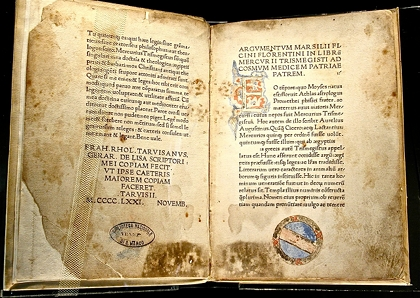
Corpus Hermeticum: eerste Latijnse editie, vertaald door Marsilio Ficino, 1471 CE.

De Bibliotheca Philosophica Hermetica is in 1958 begonnen als privébibliotheek van Joost Ritman. In 1984 verhuisde de bibliotheek naar de Bloemstraat in Amsterdam en werd zij publiek toegankelijk. In 2017 volgde een verhuizing naar het Huis met de Hoofden aan de Keizersgracht. De bibliotheek wordt nu ondersteund door een stichting en is een openbare instelling. De BPH heeft samengewerkt met internationale bibliotheken en organisaties, waaronder de Russische Rudominobibliotheek voor buitenlandse literatuur in Moskou, de Herzog August Bibliothek in Wolfenbüttel, de Biblioteca Medicea Laurenziana in Florence en de Biblioteca Marciana in Venetië.
De bibliotheek beschikt momenteel over een collectie van meer dan 28.000 banden over hermetica, rozenkruisers, alchemie, mystiek, gnosis, westerse esoterie en godsdienstwetenschap. Andere verzamelgebieden van de bibliotheek zijn onder meer soefisme, kabbala, antroposofie, vrijmetselaars, judaica en graal. De bibliotheek beschikt over ongeveer 7.500 boeken gedrukt voor 1800, 70 incunabelen, 700 manuscripten van na 1550 en 25 manuscripten geschreven voor 1550. De overige boeken zijn na 1800 gedrukt. Veel items in de bibliotheek zijn uniek. Tot de schatten van de Bibliotheca Philosophica Hermetica behoren het Corpus Hermeticum dat in 1471 werd gepubliceerd, de eerste geïllustreerde editie van Dantes La Divina Commedia uit 1481 en een druk van Cicero's De Officiis uit 1465. Bovendien beschikt het museum over Atalanta Fugiens van Michael Maier, Biblia Polyglotta van Christoffel Plantijn en een grote collectie werken van Gustav Meyrink.

## Geschiedenis
Joost R. Ritman (1941) is een Amsterdamse zakenman met een grote belangstelling voor spiritualiteit. Hij begon al op jonge leeftijd met het verzamelen van zeldzame boeken, nadat zijn moeder hem een exemplaar had gegeven van een zeventiende-eeuwse editie van Aurora, een werk van Jacob Böhme, een van de auteurs die een blijvende inspiratiebron is. In 1984 besloot Ritman zijn privéverzameling om te zetten in een bibliotheek die toegankelijk moest worden voor publiek. Hierin zouden onder één dak handschriften en gedrukte boeken op het gebied van de hermetische traditie samengebracht worden en zou de samenhang tussen de diverse verzamelgebieden en hun relevantie voor vandaag de dag zichtbaar worden. Na een moeilijk jaar in de schaduw van de financiële crisis en bezuinigingen heropende de Bibliotheca Philosophica Hermetica op 16 december 2011 haar deuren.
Sinds de openstelling in 1984 staan de activiteiten van de bibliotheek in het teken van de opbouw van de collectie, de ontwikkeling van de expertise binnen het Ritman Onderzoeksinstituut en de uitbreiding van het fonds van de eigen uitgeverij In de Pelikaan. In het begin van de jaren tachtig werd boekhistoricus Frans A. Janssen directeur van de Bibliotheca Philosophica Hermetica. In 2009 heeft de bibliotheek de status van een algemeen nut beogende instelling (ANBI) verkregen.  In februari 2016 verkreeg de bibliotheek museale status, waarmee meer samenwerking met bibliotheken, universiteiten, educatieve instellening en esoterische groeperingen eenvoudiger werd.
In 2016 kocht Joost Ritman een rijksmonument, het Huis met de Hoofden aan de Keizersgracht 123 en schonk het aan de BPH. Een jaar later, in november 2017, vond de verhuizing naar het Huis met de Hoofden plaats. Dit bood het museum, onder de naam Embassy of the Free Mind, meer ruimte voor tentoonstellingen, bijeenkomsten, lezingen en educatieve projecten die samen met online communicatie de maatschappelijke relevantie van het kennisdomein van de Bibliotheca Philosophica Hermetica meer voor het voetlicht brengt. In 2016 werd een groot digitaliseringsproject gestart en in het voorjaar van 2017 waren meer dan tweeduizend van de zeldzaamste werken online beschikbaar gemaakt. De digitalisatie werd mogelijk gemaakt door een schenking van de auteur Dan Brown.
Na een ceremoniële opening van het museum door de familie Ritman en auteur Dan Brown, opende de Embassy of the Free Mind in 2017 haar deuren voor het publiek.

## De bibliotheek vandaag de dag

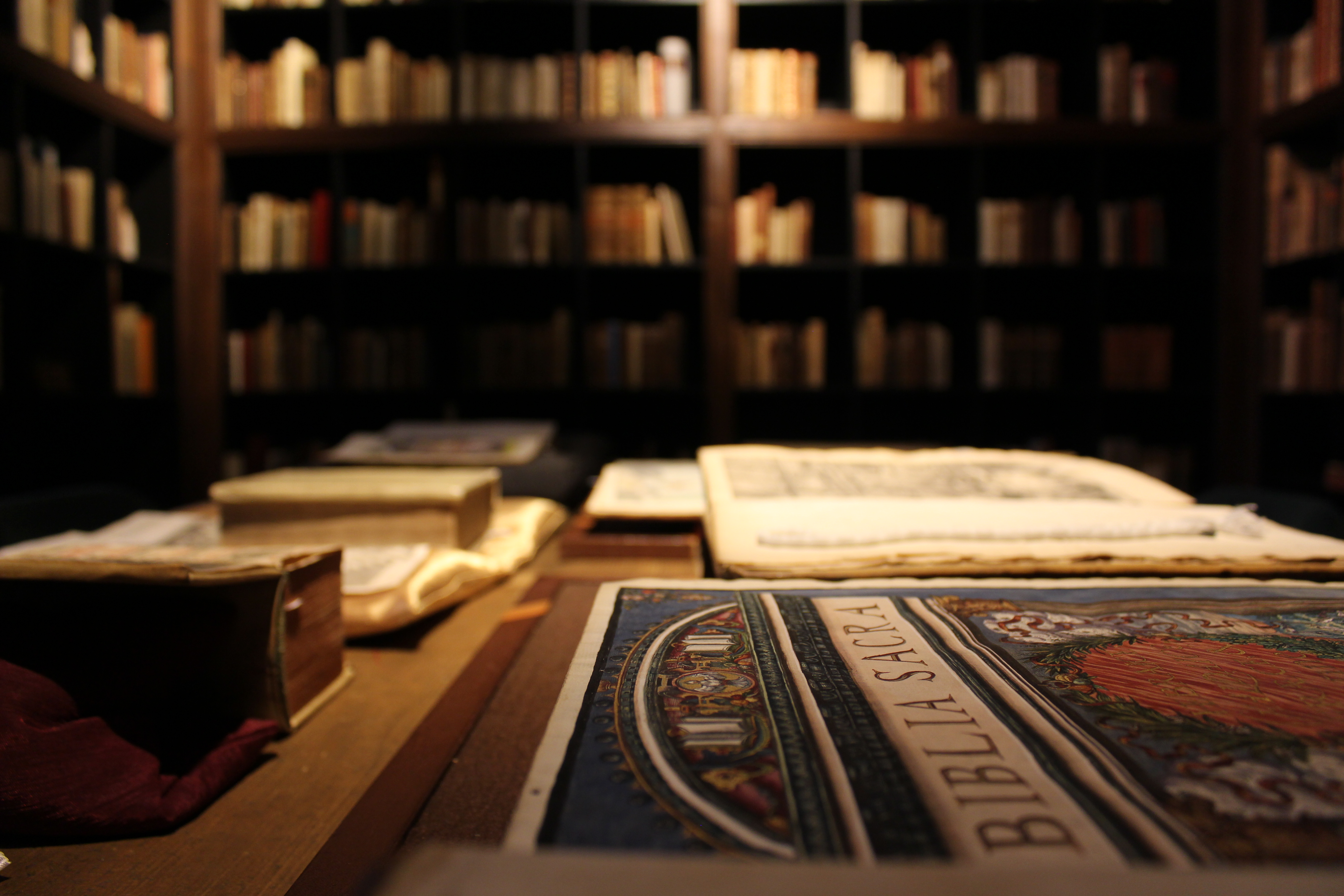
Zeldzame boeken uit de bibliotheek tentoongesteld bij het Ritman Research Institute

Het Huis met de Hoofden huisvest momenteel vier belangrijke instellingen die met elkaar verbonden zijn: de bibliotheek Bibliotheca Philosophica Hermetica, het museum Embassy of the Free Mind, het onderzoeksinstituut Ritman Research Insitute en de academie. De bibliotheek en het onderzoeksinstituut werken samen om kennis te ontwikkelen ten behoeve van de tentoonstellingen van het museum, de cursussen die worden aangeboden in de academie en de publicaties van het onderzoeksinstituut. De centrale instelling is de bibliotheek; de inhoud voor de andere instellingen groeit uit de boeken en manuscripten die daar worden bewaard.
Het Huis met de Hoofden wordt momenteel ingrijpend gerenoveerd om meer ruimte te creëren voor evenementen en het museum. In 2022 werd een nieuwe leeszaal ingericht op de eerste verdieping van het gebouw. Deze zaal bevat een selectie van de belangrijkste secundaire onderzoeksliteratuur voor studenten, onderzoekers en andere belangstellenden. De overige onderzoeksliteratuur is op verzoek beschikbaar. Ook de kerncollectie van zeldzame historische boeken, manuscripten en incunabelen kan op verzoek worden bekeken of bestudeerd voor academische doeleinden.

## Toekomst van de bibliotheek
De bibliotheek richt zich momenteel op het hervormen van de privaat gefinancierde bibliotheek tot een zelfvoorzienende en publieke instelling. De van oorsprong particuliere bibliotheek kreeg daarom de status van Algemeen Nut Beogende Instelling (ANBI). Met de herhuisvesting naar de Keizersgracht 123 in 2017 begint een nieuw tijdperk waarin de bibliotheek wordt overgedragen aan een nieuwe generatie en toegankelijk wordt gemaakt voor een breder publiek.

## Digitalisering van de collectie
In juni 2016 werd bekendgemaakt dat de schrijver Dan Brown, die in de Bibliotheca Philosophica Hermetica onderzoek voor sommige van zijn boeken deed, de bibliotheek 300.000 euro schonk. Het geld werd besteed aan het digitaliseren van de kerncollectie van 4.600 vroege drukken en 300 manuscripten, die sinds begin 2017 online vrij toegankelijk beschikbaar zijn. Het Prins Bernhard Cultuurfonds doneerde €15.000.

## UNESCO-erkenning

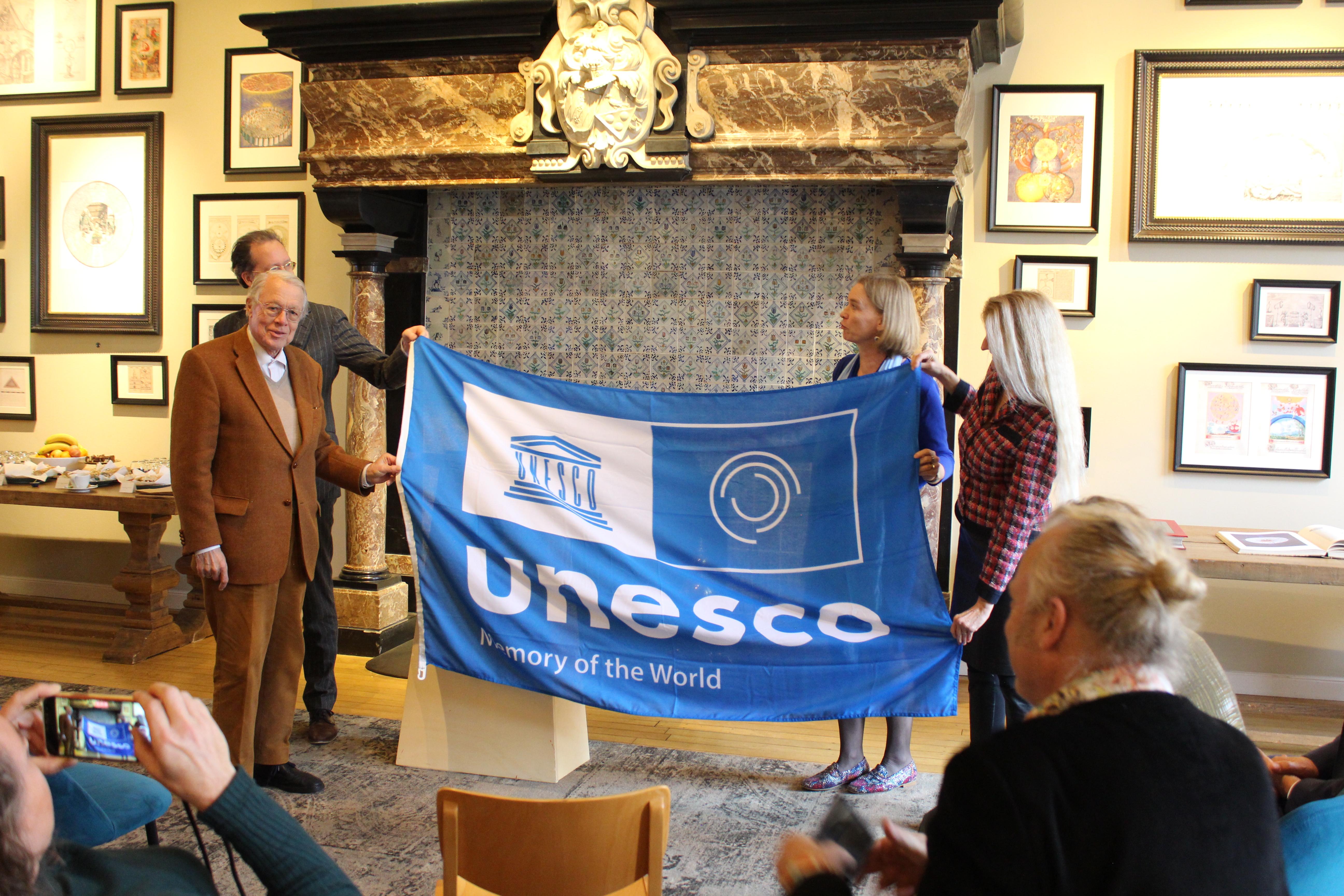
Joost Ritman ontvangt de UNESCO Memory of the World vlag in november 2022

In november 2022 werd de Bibliotheca Philosophica Hermetica Collectie in de Embassy of the Free Mind en het staatsgedeelte in het Allard Pierson Museum een speciale 'Memory of the World'-status toegekend door UNESCO Nederland.

## Publicaties (selectie)
- De klassieke erfenis der Rozenkruisers, catalogus bij een tentoonstelling in de Bibliotheca Philosophica Hermetica. (Hermesreeks 1), vi, 31, [9] pp.
- F. van Lamoen, Abraham Willemsz van Beyerland. Jacob Böhme en het Nederlandse hermetisme in de 17e eeuw. (Hermesreeks 2), 40 pp.
- C. Gilly, Johann Valentin Andreae. Die Manifeste der Rosenkreuzerbruderschaft 1586-1986. (Hermesreeks 3), 114 pp. ISBN 90-71608-02-6 (2e editie 1986).
- De Hermetische Gnosis. Catalogus van een tentoonstelling in de Bibliotheca Philosophica Hermetica. Compiled by F. van Lamoen.(Hermesreeks 4), 88 pp. (2e editie 1990).
- Choix des sources de l'ésotérisme occidental. (Hermesreeks 5), [38 pp.]
- H.M.E. de Jong, Les symboles spirituels de l'alchimie. Exposition à l'occasion du Festival International de l'Esotérisme. (Hermesreeks 6), 143 pp.
- C. Gilly (red.), Das Erbe des Christian Rosenkreuz. Johann Valentin Andreae 1586-1986 und die Manifeste der Rosenkreuzerbruderschaft 1614-1616. 228 pp. ISBN 3-7762-0279-3
- F. van Lamoen, The Hermetic gnosis. Catalogue of an exhibition at the Bibliotheca Philosophica Hermetica. (Hermesreeks 7), 88 pp.
- F. Secret, Kabbale et philosophie hermétique. Exposition à l'occasion du Festival International de l'Esotérisme. (Hermesreeks 8), 119 pp.
- Corpus Hermeticum. Introduction and translation by R. van den Broek en G. Quispel. Amsterdam; In de Pelikaan, 1990. (Pimander. Texts and Studies published by the Bibliotheca Philosophica Hermetica 2). 206 pp. ISBN 90-71608-08-5 (5e editie 2003).
- F. van Lamoen, Hermes Trismegistus. Pater philosophorum. Tekstgeschiedenis van het Corpus Hermeticum. (Hermesreeks 9), 152 pp. (2e editie 1990).
- F. Secret, Kabbala en hermetische filosofie. Tentoonstelling in de Bibliotheca Philosophica Hermetica. (Hermesreeks 10), 147 pp. Translatie van Kabbale et philosophie hermétique.
- [Ook beschikbaar als e-book:] F. van Lamoen, La Gnose hermétique. Exposition à l'occasion du Festival International de l'Esotérisme. (Hermesreeks 11), 87 pp. Translation of De hermetische gnosis
- Johannes Amos Comenius. Via Lucis. De weg van het licht. Translated by J.M. Schadd and R.M. Bouthoorn. (Pimander. Texts and Studies published by the Bibliotheca Philosophica Hermetica 3). 183 pp. ISBN 90-263-1196-6
- J. Bouman, Splendor solis. Een 16e-eeuwse alchemistische traditie verbeeld in 1992. (Hermesreeks 12), [18 pp.].
- C. Gilly, 500 Years of Gnosis in Europe. Exhibition of printed books and manuscripts from the gnostic tradition. (Hermesreeks 13), 312 pp.
- C. Gilly, Paracelsus in der Bibliotheca Philosophica Hermetica. Ausstellung zum 500. Geburtsjahr des Theophrastus Bombast von Hohenheim, Paracelsus genannt. (Hermesreeks 14), 85 pp. ISBN 90-71608-03-4
- C. Gilly, Adam Haslmayr. Der erste Verkünder der Manifeste der Rosenkreuzer. (Pimander. Texts and Studies published by the Bibliotheca Philosophica Hermetica 5). 296 pp. Index. ISBN 3-7728-1698-3
- [Ook beschikbaar als e-book:]. A. McLean, The Silent language. The symbols of hermetic philosophy. (Hermesreeks 15), 92 pp. ISBN 90-71608-05-0
- C. Gilly, Cimelia Rhodostaurotica. Die Rosenkreuzer im Spiegel der zwischen 1610 und 1660 entstandenen Handschriften und Drucke. (Hermesreeks 16), xii, 191 pp. ISBN 90-71608-06-9 (2e verbeterde editie 1995)
- S. Gentile en C. Gilly, Marsilio Ficino e il ritorno di Ermete Trismegisto/Marsilio Ficino and the Return of Hermes Trismegistus. Firenze: Centro Di, 1999. 326 pp. ISBN 88-7038-339-3 (2e verbeterde editie 2001)
- Magia, alchimia, scienza dal '400 al '700. L'influsso di Ermete Trismegisto/Magic, Alchemy, and Science 15th-18th centuries. The Influence of Hermes Trismegistus. Red. C. Gilly en C. van Heertum. Florence: Centro Di, 2002. Vol. 1 (essays). 588 pp. Illus. ISBN 88-7038-359-8
- Asclepius. De volkomen openbaring van Hermes Trismegistus. Translated by G. Quispel. (Pimander. Texts and Studies published by the Bibliotheca Philosophica Hermetica 6). 306 pp. ISBN 90-71608-07-7
- J. Bouman en C. van Heertum, Niet voor geleerden: Handschriften in de volkstaal uit de hermetische traditie'. Catalogue of an exhibition in the Bibliotheca Philosophica Hermetica (Hermesreeks 17-1), 15 pp. Not for scholars. Manuscripts in the vernacular from the hermetic tradition.(Hermesreeks 17-2), 15pp.
- From Poimandres to Jacob Böhme: Gnosis, Hermetism and the Christian Tradition. Red. R. van den Broek en C. van Heertum. (Pimander. Texts and Studies published by the Bibliotheca Philosophica Hermetica 4). 432 pp. Index, illus. ISBN 90-71608-10-7
- Rosenkreuz als europäisches Phänomen im 17. Jahrhundert. Red. F. Niewöhner en C. Gilly. (Pimander. Texts and Studies published by the Bibliotheca Philosophica Hermetica 7). 406 pp. Index, illus. ISBN 3-7728-2206-1
- Gilles Quispel. Valentinus de gnosticus en zijn Evangelie der Waarheid (Pimander. Texts and Studies published by the Bibliotheca Philosophica Hermetica 8). 147 pp. Illus. ISBN 90-71608-131
- [Ook beschikbaar als e-book:] Antonin Gadal. De triomf van de universele gnosis. (Pimander. Texts and Studies published by the Bibliotheca Philosophica Hermetica 9). 232 pp. Illus. (opnieuw gedrukt in 2006)
- Gilles Quispel. Het Evangelie van Thomas. (Pimander. Texts and Studies published by the Bibliotheca Philosophica Hermetica 10). 380 pp. Illus. ISBN 90-71608-15-8 (3e verbeterde editie 2005)
- Johannes van Oort en Gilles Quispel. De Keulse Mani-Codex. (Pimander. Texts and Studies published by the Bibliotheca Philosophica Hermetica 11). 248 pp. Illus., index. ISBN 90-71608-16-6
- Theodor Harmsen. Drink uit deze bron'. Jacques Lefèvre d'Étaples, geïnspireerd humanist en toegewijd tekstbezorger. (Hermesreeks 18-1), 64 pp. 'Drink from this fountain'. Jacques Lefèvre d'Étaples, inspired humanist and dedicated editor. (Hermesreeks 18-2), 64 pp.
- Martine Meuwese (ed.), King Arthur in the Netherlands. (Hermesreeks 19), 71 pp., illus. (2e editie 2005)
- Cis van Heertum. Philosophia symbolica. Johann Reuchlin and the Kabbalah. (Hermesreeks 20), 107 pp.
- [Ook beschikbaar als e-book:] Antonin Gadal. Le Triomphe de la Gnose universelle. (Pimander. Texts and Studies published by the Bibliotheca Philosophica Hermetica 12). 232 pp. Illus. ISBN 90-71608-18-2
- [Ook beschikbaar als e-book:] Antonin Gadal. Der Triumph der Universellen Gnosis. (Pimander. Texts and Studies published by the Bibliotheca Philosophica Hermetica 12). 232. pp. Illus. ISBN 90-71608-19-0
- [Ook beschikbaar als e-book:] Antonin Gadal. El Triunfo de la Gnosis Universal. (Pimander. Texts and Studies published by the Bibliotheca Philosophica Hermetica 14). 232 pp. Illus. ISBN 90-71608-21-2
- Roelof van den Broek, Hermes Trismegistus. Inleiding, teksten, commentaren. (Pimander. Texts and Studies published by the Bibliotheca Philosophica Hermetica 15), 366 pp. ISBN 90-71608-220
- Jacob Böhmes Weg in die Welt. Zur Geschichte der Handschriftensammlung, Übersetzungen und Editionen van Abhraham Willemszoon van Beyerland. Red. Theodor Harmsen (Pimander. Texts and Studies published by the Bibliotheca Philosophica Hermetica 16), 450 pp. illus. ISBN 978-3-7728-2446-3 ISBN 978-90-71608-20-9
- Libertas philosophandi. Spinoza als gids voor een vrije wereld. Red. Cis van Heertum (Asclepiusreeks 1), 336 pp. (3e verbeterde editie 2009) ISBN 978-90-71608-26-1
- Theodor Harmsen: Der magische Schriftsteller Gustav Meyrink, seine Freunde und sein Werk. Beleuchtet anhand eines Rundgangs durch die Meyrink-Sammlung der Bibliotheca Philosophica Hermetica, Amsterdam, unter Verwendung weiterer Sammlungen. Amsterdam, In de Pelikaan, 2009 ISBN 978-90-71608-25-4
- Puti germes. Obzor vystavok vo Florencii, Benecii i Amsterdame, a teperʹ - v Moskve. (Vert. Anna Moščevitina). Amsterdam, In de Pelikaan, 2008. ISBN 978-90-71608-25-4
- [Ook beschikbaar als e-book:] Helen Wüstefeld & Anne Korteweg. Sleutel tot licht. Getijdenboeken in de Bibliotheca Philosophica Hermetica. (Asclepiusreeks 2), 155 pp., illus. ISBN 978-90-71608-28-5
- [Ook beschikbaar als e-book:] Roelof van den Broek, Gnosis in de Oudheid. (Pimander. Texts and Studies published by the Bibliotheca Philosophica Hermetica 18), 532 pp. Illus. With an index. ISBN 978-90-71608-27-8
- [Ook beschikbaar als e-book:] Cis van Heertum, Alchemie aan de Amstel. Over hermetische geneeskunde | Alchemy on the Amstel. On Hermetic medicine (Hermesreeks 23). 66 pp., illus. ISBN 978-90-71608-00-1
- [Ook beschikbaar als e-book:] José Bouman & Cis van Heertum, A curious Tsar: Peter the Great and discovering nature's secrets in Amsterdam (Hermesreeks 24), 59 pp., illus. ISBN 978-90-71608-30-8
- [Ook beschikbaar als e-book:] José Bouman & Cis van Heertum, Beauty as the Imprint of the Cosmos (Hermesreeks 25), 68 pp., illus. ISBN 978-90-71608-31-5
- [Ook beschikbaar als e-book:] José Bouman & Cis van Heertum, Schoonheid als de afdruk van de kosmos (Hermesreeks 26), 68 pp., illus. ISBN 978-90-71608-32-2
- F.A. Janssen et al.: Bibliotheca Philosophica Hermetica. J.R. Ritman Library, Amsterdam. Amsterdam, 1997. Geen ISBN.
- Margaret Lane Ford: Christ, Plato, Hermes Trismegistus. The dawn of printing. Catalogue of the incunabula in the Bibliotheca Philosophica Hermetica. Amsterdam, In de Pelikaan, 1990. 2 vols. ISBN 90-6004-406-1
- (Ed.), Heertum Cis van, and Cis van Heertum. Divine Wisdom, Divine Nature: The Message of the Rosicrucian Manifestoes in the Visual Language of the Seventeenth Century. Bibliotheca Philosophica Hermetica, 2017. ISBN 978-90-71608-34-6
- Bouman, José. Heertum, Cis. Koch, Natalie. Andrews, Corey. The Rosicrucian Revolution: Tradition and Renewal. Amsterdam: In de Pelikaan, 2022. ISBN 978-90-71608-45-2